# Messines
Pour les articles homonymes, voir Messines.
Pour l’article ayant un titre homophone, voir Messine.
Messines (en néerlandais Mesen et en picard Messène) est une ville néerlandophone à facilités de Belgique située dans la Région flamande en Province de Flandre-Occidentale (région du Westhoek).
Il s'agit d'une des communes offrant des facilités linguistiques à sa population francophone.
La ville connut son apogée aux XIIe et XIIIe siècles grâce à l'industrie drapière, tout comme Lille, Ypres ou encore Bruges.

## Héraldique
|  | La commune possède des armoiries qui lui ont été octroyées le 1er mars 1993. Les armoiries originelles lui avaient été octroyées le 10 novembre 1819 et confirmées le 19 avril 1847. Les armoiries sont blasonnées avec une couronne dorée à cinq fleurs, mais depuis 1847, elles sont toujours enregistrées avec une couronne plus petite. Ce n'est qu'entre 1819 et 1847 que la couronne décrite a été utilisée. La ville utilise la couronne comme enregistrée, voir ci-dessus. Les sceaux médiévaux de Messines de 1295 et 1328 montraient une dame assise avec un livre ainsi qu'un dôme ou une église. En 1328, le contre-seing de la ville présentait une fleur de lys. Cependant, au XVe siècle, les armoiries sont représentées par un chevron rouge en or avec trois croissants rouges. Celles-ci figuraient également comme armoiries de la ville sur une carte de 1615. Deux rouleaux d'armes du XVIIe siècle présentent le même dessin, mais avec des couleurs différentes. En même temps, les armes sont représentées sur une carte de 1538 comme une crosse. Deux autres cartes du XVIe siècle montrent également la crosse, avec ou sans lettre M. Les deux armoiries différentes auraient pu être les armoiries de la ville et celle du comté de Messines, qui auraient alors pu différer. Au XVIIe siècle, les petits sceaux et contre-seings de la ville montraient à nouveau la fleur de lys. Pour finir, à la fin du XVIIe siècle, les armoiries de la ville et du comté de Messines sont représentées en bleu avec une fleur de lys en argent. Ces armoiries n'ont plus changé depuis lors. La fleur de lys et la crosse étaient également utilisées par l'abbaye locale, fondée par Adèle de Messines, princesse de France au XIe siècle. La ville était gouvernée par l'abbaye et l'abbaye était sous la juridiction du Roi de France, la ville n'était donc pas sous la juridiction de la Flandre. Une fleur de lys en argent est le symbole de Sainte Marie, patronne de l'abbaye. Les rois français utilisaient une fleur de lys dorée, ce qui rendait le symbole encore plus approprié pour la ville. Blasonnement : D'azur à la fleur de lys d'or. L'écu sommé d'une couronne à cinq fleurons d'or. Source du blasonnement : Heraldy of the World. |

## Géographie

La commune de Messines et les villages voisins.

Tout comme Baerle-Duc et Ixelles, Messines est une ville morcelée : deux territoires géographiquement non adjacents composent la ville de Messines.
Localités limitrophes :
- a. Wytschaete (Heuvelland)
- b. Warneton (Comines-Warneton)
- c. Ploegsteert (Comines-Warneton)

La configuration du territoire comporte trois particularités notables : une superficie réduite (358ha), un noyau urbain qui s'étend sur Wytschaete et une enclave dans le territoire de Ploegsteert.

## Évolution démographique
Le graphique suivant reprend sa population résidente au 1er janvier de chaque année
- Source: DGS , de 1831 à 1981=recensements population; à partir de 1990 = nombre d'habitants chaque 1 janvier[4]

## Histoire
En 1060, Adèle de France transforme le chapitre de chanoine en abbaye bénédictine. Elle s'y retire au décès de son époux et y décède en 1079. Le culte de Notre-Dame de Messines prend racine dans ce récit. Elle s'exportera dès le XVIe siècle dans de nombreuses villes telles qu'Anvers, Nivelles, Mons ou encore Saint-Omer. De ce culte évolueront des dédicaces qui sont aujourd'hui nommées ducasse. L'une de ces festivité folklorique, toujours active, est la ducasse de Messines, célébrée à Mons.
Au XIe siècle, Messines était également réputée pour son importante foire marchande - qu'on qualifie de champagne pour son modèle. Les premières citations datent de 1071 et bénéficie d'une franchise de huit jours. Elle développera des relations commerciales étroites avec celle de Mons jusqu'au XVIIe siècle.
En janvier 1223, Matthieu de Messines et Hugues le Blond de Zeggerscappel sont deux personnes réfugiées dans l'abbaye de Saint-Bertin de Saint-Omer (motif de ce refuge inconnu; ces personnes ont sans doute des liens avec l'abbaye). Adam évêque de Thérouanne, considérant les privilèges de l'abbaye (et notamment le droit de justice sur les personnes situées sur des terres dépendant d'elle), leur permet d'en sortir librement. La consigne donnée par l'évêque n'est pas respectée car quelques  jours plus tard, il notifie aux curés de son diocèse que les deux ayant été enlevés par violence de la cuisine de l'abbaye, on doit les mettre en liberté, sous peine d'encourir les censures ecclésiastiques (comme l'excommunication que pouvaient prononcer les évêques à l'époque).

Messines doit l'origine de son enclave au XIIIe siècle, non à une particularité paroissiale, mais strictement féodale. En juin 1234, Agnès de Saint-Omer rachète des propriétés et droits seigneuriaux à Gautier de la Rabecque. Cette enclave devient alors une terre censale de la dame de Messines dès 1234 qui exploite de façon agricole les rives de la Douve.

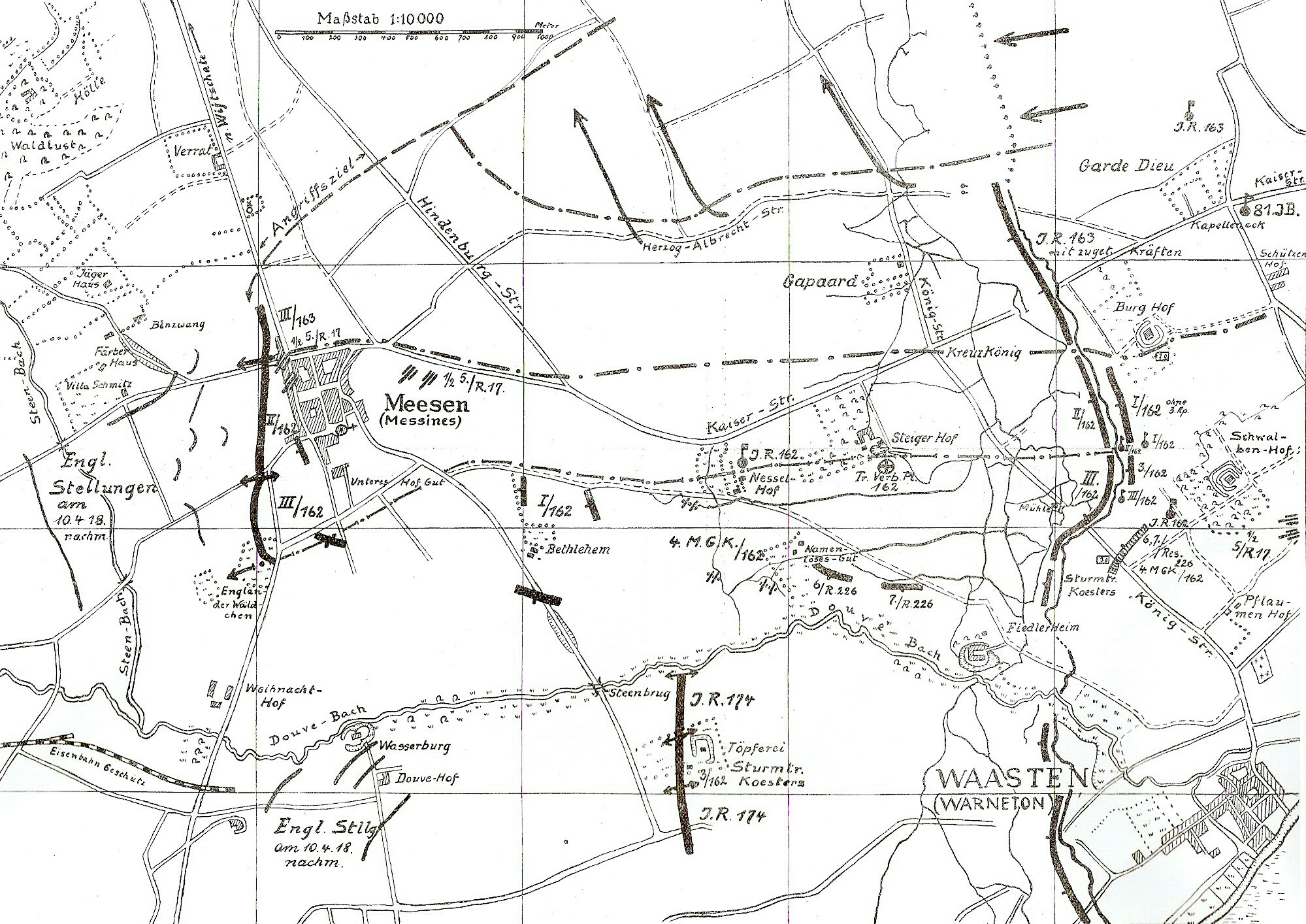
Instantané d'avril 1918

Messines fut le théâtre de 3 batailles de la Première Guerre mondiale et fut complètement détruite :
- la Bataille de Messines (1914)
- la Bataille de Messines (1917)
- la Bataille de la Lys (1918) : la commune est reprise par les Allemands le 9 avril 1918.

## Lieux et monuments
- Ancienne abbaye de Messines (nl) fondée en 1065 par Adèle de France et son époux Baudouin V de Flandre Comte de Flandre[9].
Sous l'église reconstruite après la Première Guerre mondiale, s'ouvre la crypte de cette ancienne abbaye. La crypte romane date de 1065. D'autres bâtiments de l'ancienne abbaye bénédictine, bâtiments restaurés, modifiés et aménagés, abritent un pensionnat[10].

### Lieux commémoratifs
- Parc irlandais de la paix
- Cimetière britannique de Messines Ridge

## Personnalités liées à la commune
- Adèle de France (1009-1079), fille du roi de France Robert II, épouse du comte de Flandre Baudouin V, morte à l'abbaye de Messines et sanctifiée sous le nom de sainte Adèle de Messines.